# Ашина Юанькін
Ашина Юанькін (д/н—692) — напівнезалежний (автономний) західний каган Західнотюркського каганату в 662—692 роках.

## Життєпис
Походив з династії Ашина. Син Міше-шада. Разом з батьком у 650-х роках брав участь у війні на боці імперії Тан проти західнотюркського кагана Халлиг Ишбара-Ябгу-кагана. Саме Юанькін схопив останнього та відправив до Китаю.
662 року після смерті батька отримав його аймак, а потім й титули сінсіван-каган і дулу-хан. Поступово більшість племен вийшла з-під його влади, які прихилилися до Дучжі-хана. Останній 676 року захопив повну владу, а Юаньсін втік до імперії Тан.
680 року після придушення повстання Дучжі-хана повернувся до влади. Отримав титул чженьго дацзяньцзюня, згодом — цзо-увей цацзянцзюня. Втім фактично не мав авторитету серед підданих. До того 683 pory почалося потужне повстання східнихтюрок, що зрештою призвело до відновлення каганату. 686 року зазнав поразки від тибетської армії, потрапивши у полон. Тут перебував до 689 року.
Перебрався до танської столиці Чан'ань. 692 року був помилково звинувачений Лай Цзюньченом у змові і страчений (розпиленний навпіл). Титули й влада перейшли до Хушело-шада.